# ライン川戦役 (1748年)
1748年ライン川戦役（英語: Rhine Campaign of 1748）は、オーストリア継承戦争における戦役。

## 背景
1746年初より、サンクトペテルブルクでは墺露の防衛同盟についての話し合いが進んでいた。5月末には25年間の条約が締結され、秘密条項では対プロイセン王国とオスマン帝国で手を組むことを合意した。プロイセン王フリードリヒ2世による不意打ちを防ぐために、リヴォニアに軍を駐留させて、有事のときにはサンクトペテルブルクからの命令で速やかにケーニヒスベルクへ進軍できるようにした。
モーリス・ド・サックス元帥率いるフランス軍が1746年と1747年にオーストリア領ネーデルラントで連勝すると、オーストリアの助力によりロシアとグレートブリテン王国は2つの条約を締結、ロシアはグレートブリテンとネーデルラント連邦共和国に対仏軍勢3万を編成するための資金を援助することを約束した。

## 戦役
墺露の条約は1748年春に有効になり、ヴァシーリー・アニキーチチ・レプーニン率いる軍勢3万がリヴォニアからボヘミアとバイエルン選帝侯領を通ってライン川まで駆けつけ、マリア・テレジアを助けようとした。しかし、ロシア軍がドイツを通過する最中の5月7日にサックスがマーストリヒトを陥落させ、フランドルにおけるイギリスとオランダの最後の基地がなくなった。レプーニンがライン川に到着する頃にはすでに後の祭りだった。
しかし、この戦役に全く意味がないわけでもなかった。3年間連勝を続けたフランスがアーヘンの和約に同意したことには、ロシア軍がライン川に到着したという脅威も影響した。